# 管村镇
管村镇，是中华人民共和国四川省达州市达川区下辖的一个乡镇级行政单位。2019年12月，撤销九岭镇、金檀镇，将原九岭镇和原金檀镇所属行政区域划归管村镇管辖。

## 行政区划
管村镇下辖以下地区：
街道社区、村坪村、油房村、二尖村、万竹村、马滩村、海棠村、大梁村、高寨村、张庙村、红扁村、新岭村和鹰咀村。